# Cem (Name)
Cem [d͡ʒɛm] ist ein türkischer männlicher Vorname persischer Herkunft, der auch als Familienname auftritt. Er ist von dem altiranischen Königsnamen „Dscham (Ǧam)“ mit der entsprechenden altpersischen Bedeutung abgeleitet.

## Namensträger

### Vorname
- Cem Adrian (* 1980), türkischer Musiker und Songschreiber
- Cem Akın (* 1970), Schauspieler und türkischer Konsulatsmitarbeiter
- Cem Anhan   (* 1991), deutscher Rapper, siehe Capo (Rapper)
- Cem Arslan (1977–2021), deutscher Filmregisseur, Drehbuchautor und Produzent
- Cem Atan (* 1985), österreichischer Fußballspieler
- Cem Bayoğlu (* 1977), türkischer Fotograf und bildender Künstler
- Cem Boyner (* 1955), türkischer Textilunternehmer und Politiker
- Cem Can (* 1981), türkischer Fußballspieler
- Cem Demir (* 1985), türkischer Fußballspieler
- Cem Efe (* 1978), deutsch-türkischer Fußballspieler
- Cem Felek (* 1996), deutscher Fußballspieler
- Cem Gülay (* 1970), türkisch-deutscher Autor
- Cem İlkel (* 1995), türkischer Tennisspieler
- Cem İslamoğlu (* 1980), türkisch-deutscher Fußballspieler
- Cem Karaca (1945–2004), türkischer Rockmusiker
- Cem Karaca (Fußballspieler) (* 1976), deutsch-türkischer Fußballspieler
- Cem Oral, deutscher Musiker, Labelbetreiber und Mastering Engineer
- Cem Özbek (1954–2024), deutscher Kardiologe türkischer Abstammung
- Cem Özdemir (* 1965), deutscher Politiker (Bündnis 90/Die Grünen)
- Cem Özdemir (Fußballspieler) (* 1992), türkischer Fußballspieler
- Cem Özgönül (* 1972), deutsch-türkischer Publizist
- Cem Pamiroğlu (* 1957), türkischer Fußballspieler und -trainer
- Cem Sultan (Fußballspieler) (* 1991), türkischer Fußballspieler
- Cem Arnold Süzer (* 1967), deutscher Popmusiker
- Cem Türkmen (* 2002), türkisch-deutscher Fußballspieler
- Cem Uluğnuyan (* 1989), türkischer Taekwondoin
- Cem Sultan Ungan (* 1967), deutscher Schauspieler türkischer Herkunft
- Cem Uzan (* 1960), türkischer Medienunternehmer und Politiker
- Cem Yıldırım (* 1961), türkischer Mathematiker
- Cem Yılmaz (* 1973), türkischer Kabarettist und Schauspieler

### Familienname
- Cemil Cem (1882–1950), türkischer Diplomat, Karikaturist und Herausgeber
- İsmail Cem (1940–2007), türkischer Journalist und Politiker

### Künstlername
- Summer Cem (* 1983), deutscher Rapper

### Herrscher
- Cem Sultan (1459–1495), türkischer Prinz und Dichter